# Rhysia fletcheri
Rhysia fletcheri is een hydroïdpoliep uit de familie Rhysiidae. De poliep komt uit het geslacht Rhysia. Rhysia fletcheri werd in 1993 voor het eerst wetenschappelijk beschreven door Brinckmann-Voss, Lickey & Mills. 